# Versta
Una versta (in russo верста?) è un'antica e ormai desueta unità di misura dell'Impero Russo. La lunghezza di una versta è di 500 sažen', pari a 1066,8 metri.
La meževaya versta (межева́я верста́), versta di confine, è lunga il doppio di una normale versta ed era utilizzata per le misure agrarie e le distanze tra i centri abitati.
Il plurale è "verste", in russo vërsty (вёрсты).